# Агамеда (дочь Макарии)

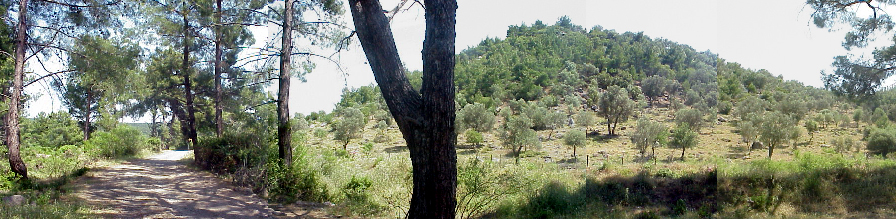
Холм Вунарос, на котором некогда располагался город Агамеда

Агамеда (греч. Ἀγαμήδη) — персонаж древнегреческой мифологии. 
Дочь Макарии, которую также звали Пиррой, дочери Геракла и Деяниры. Местность и источник на Лесбосе около Пирры были названы по её имени. В дни Плиния этот город уже перестал существовать, но сравнительно недавно его руины были обнаружены на небольшом холме под названием Вунарос (греч. Βούναρος), в трех километрах к северу от древней Пирры.